# وین دووال
وین دووال (انگلیسی: Wayne Duvall؛ زادهٔ ۲۹ مهٔ ۱۹۵۸) یک هنرپیشه، و بازیگر سینما اهل ایالات متحده آمریکا است.
از فیلم‌ها یا برنامه‌های تلویزیونی که وی در آن نقش داشته‌است می‌توان به لینکلن، ای برادر، کجایی؟، لبه تاریکی، دورویی، کلاه چرمی‌ها، گرگ‌ها، چشمانشان نظاره‌گر خدا بود، قهرمانان بی‌بندوبار و ازنفس‌افتاده اشاره کرد.